# 제이컵 시피오
제이컵 시피오(영어: Jacob Scipio, 1993년 1월 10일 ~ )는 잉글랜드의 배우이다.

## 출연 작품
- 아웃포스트 (2020)
- 나쁜 녀석들: 라이드 오어 다이 (2024) - 아르만도 아리타스 역